# Bregnholm
Bregnholm (Bregenholm) var en Herregård beliggende i Aale Sogn, Vrads Herred, Skanderborg Amt.
Bregnholm mageskiftede Eske Brock i 1372 til sin søster Johanne Brock (døde 1372), der var enke efter Anders Jensen til Essendrup, hvis efterslægt antog navnet Brok. På skiftet i 1472 efter hans oldebarn Hr. Eske Brok til Gammel Estrup udlagdes Bregnholm til sønnen Lage Brok (døde 1503). Hans enke Kirsten Pedersdatter Høeg (Banner) bragte den til sin anden mand Peder Lykke til Demstrup (døde 1535). Den tilhørte derpå deres datter Anne Lykke gift første gang med rigsråd, Hr. Anders Bille, og gift anden gang med rigsmarsk Hr. Otte Krumpen, og hendes bror Jørgen Lykke til Overgård (døde 1583), hvis datterdatters mand rigsmarsk Hr. Claus Daa som i 1634 solgte Bregnholm til Morten Pax til Bjerre, gården var da fæstet til to bønder, men beboedes i 1662 af hans datter Margrethe Pax, anden mand Arild Giedde den i 1668 ved indførsel blev udlagt til Rasmus Nielsens enke Magdalene Mathiasdatter, der i 1671 skødede den og to gårde til Martin Rudolf Unger. Gården (8 tdr. hartk.) var herefter forenet med hans gård Bjerregård og brugtes under denne til hen imod 1800.
Ca. 300 m sydøst for gården Bregnholm påvises den middelalderlige gårds næsten helt ud pløjede Voldsted. Der spores svage sænkninger, rester af graven omkring voldstedets midterbanke. I øvrigt er det uden en nøjere undersøgelse af stedet umuligt at fastslå voldstedets type.